# Richard Stockton
Pour les articles homonymes, voir Stockton.
Richard Stockton, né le 1er octobre 1730 près de Princeton et mort dans cette ville le 28 février 1781, est un juriste et homme politique américain. 
Il signa la Déclaration d'indépendance des États-Unis au nom du New Jersey et fut donc un des pères fondateurs des États-Unis.
Il était le mari de la poétesse Annis Boudinot Stockton